# 韋列米伊夫卡 (克拉西利夫區)
49°34′11″N 26°59′46″E / 49.56972°N 26.99611°E
韋雷米伊夫卡（烏克蘭語：Вереміївка）是位於烏克蘭西部的村莊，由赫梅利尼茨基州裡赫梅利尼茨基區的克拉西利夫市鎮負責管轄。該村處於布佐克河畔，面積1.46平方公里，海拔高度288米，2001年人口343。